# Les Carreres (Sant Aniol de Finestras)
Les Carreres es un núcleo de población español del municipio de Sant Aniol de Finestras, perteneciente a la provincia de Gerona, en la comunidad autónoma de Cataluña. En 2022, tenía empadronados 101 habitantes.